# MiMyCEN
《MiMyCEN》은 2001년 9월 19일 발매한 MiMyCEN의 싱글.

## 설명
- Coming Century가 MiMyCEN라는 이름으로 발매한 5만장 한정 싱글.
- 밴드의 성격을 띄고 있다. 멤버별 악기는 모리타 고가 기타, 미야케 켄이 베이스, 오카다 준이치가 드럼이다.

## 수록곡
1. Get Set･･･Go!
  - 작사：모리타 고·미야케 켄, 작곡：오카다 준이치, 편곡：쿠메 야스오
2. 燃えろ紅ショウガ
  - 작사：CRAZY-SKB, 작곡：QP크레이지, 편곡：타카하시 KATSU
3. ナニガナンデモ
  - 작사：미미센, 작곡/편곡：CHIROLYN